# Глухарская улица
Глуха́рская у́лица — улица в Приморском районе Санкт-Петербурга. Проходит от Планерной улицы до Нижне-Каменской улицы.

## История
Улица получила название 29 апреля 1994 года, и связано оно с проходящей поблизости рекой Глухаркой. Изначально улица шла от Планерной улицы до проспекта Авиаконструкторов, а в 1999 году была продолжена до Нижне-Каменской улицы.
В 2013 году Глухарскую улицу официально продолжили до Парашютной улицы. По состоянию на 2019 год этот участок фактически не существует.
В 2018 году был построен 150-метровый тупиковый фрагмент Глухарской улицы от Нижне-Каменской на северо-восток.
В 2022 году неизвестные построили участок Глухарской улицы, с востока примыкающий к Комендантскому проспекту.
Нечётная сторона улицы застроена жилыми домами. На чётной стороне улицы преимущественно расположены зелёные насаждения.

## Застройка
- № 3 — жилой дом (2003[5])
- № 5, корпус 1, — жилой дом (2004[5])
- № 5, корпус 2, — жилой дом (2004[5])
- № 9 — торговый центр (2008[5])
- № 11, корпус 1, — жилой дом (2016[6])
- № 11, корпус 2, — жилой дом (2000[5])
- № 11, корпус 3, — жилой дом (2000[5])
- № 11, корпус 4, — жилой дом (2002[5])
- № 11, корпус 5, — жилой дом (2002[5])
- № 13, корпус 1, — жилой дом (2004[5])
- № 13, корпус 2, — жилой дом (2003[5])
- № 13, корпус 3, — жилой дом (2003[5])
- № 16, корпус 1, — жилой дом (2023[7])
- № 16, корпус 2, — центр протонной терапии (2016[8])
- № 17, корпус 1, — жилой дом (2003[5])
- № 17, корпус 2, — жилой дом (2000[5])
- № 18 — школа (2024[9])
- № 19 — жилой дом (2003[5])
- № 20 — жилой дом (2024[10])
- № 26 — жилой дом (2023[11])
- № 27, корпус 1, — жилой дом (2018[12])
- № 27, корпус 2, — жилой дом (2018[13])
- № 28 — школа (2023[11])
- № 30 — жилой дом (2021[14])
- № 33, корпус 1, — жилой дом (2013[15])
- № 33, корпус 2, — детский сад (2014[16])
- № 33, корпус 3, — детский сад (2014[16])

## Транспорт
Ближайшая станция метро — «Комендантский проспект».
По улице проходят автобусные маршруты № 79, 85, 170, 171, 182, 202, 217, 258. У многих из этих маршрутов здесь располагается конечная остановка.
По проспекту Королёва до Глухарской улицы ходит троллейбусный маршрут № 2; на участке улицы от проспекта Авиаконструкторов до Нижне-Каменской улицы проходит трасса маршрута № 50 (на обоих маршрутах работают троллейбусы с увеличенным автономным ходом).

## Пересечения
- Планерная улица
- проспект Авиаконструкторов
- Нижне-Каменская улица
- Комендантский проспект (проект)
- проспект Королёва (проект)
- Парашютная улица (только примыкание)